# 環戊二烯基鋰
环戊二烯基锂是一种有机锂化合物，化学式为C5H5Li。该化合物通常缩写为 LiCp，其中 Cp−是环戊二烯基阴离子。純环戊二烯基锂是一种无色固体，但由于常有痕量氧化杂质，样品通常呈粉红色。

## 制备、结构和反应
环戊二烯基锂可由THF溶液形式購得。它是通过用正丁基锂和环戊二烯混合制备得到： 
{\displaystyle {\ce {C5H6 + LiC4H9 -> LiC5H5 + C4H10}}}
无溶剂的环戊二烯基锂结晶很少見，其是一种「多層」夹心型錯合物，由夹在μ-η5(橋接、哈普托數為5):η5-C5H5(环戊二烯基)配体之间的長链交替 Li+(鋰陽離子) 中心组成。在胺或醚存在下，环戊二烯基锂可生成錯合物，例如(η5-Cp)Li(TMEDA)。 环戊二烯基锂是制备环戊二烯基配合物的常用试剂。